# Martin Biddle
Martin Biddle (4 de junio de 1937) es un arqueólogo británico y académico. 

## Biografía
Es un miembro emérito de Hertford College de Oxford. Su trabajo fue importante en el desarrollo de la Arqueología medieval y posmedieval en Gran Bretaña. Profesor Emérito de Arqueología medieval. Director de la Unidad de Investigación de la Universidad de Winchester de Oxford (2002 -) . Director del Museo de la Universidad y profesor de Antropología de la Universidad de Pensilvania (1977-1981).
Biddle fue educado en la escuela Taylors, una escuela pública de Hertfordshire. Luego pasó a estudiar en el Pembroke College de Cambridge, donde se graduó de Bachiller en Artes (BA) y después se graduó (MA) en la Universidad de Oxford. 
Las principales excavaciones arqueológicas donde ha participado son: Palacio de Nonsuch (1959-1960), Winchester (1961-1971), Repton y el Santo Sepulcro.
Biddle fue nombrado Oficial de la Orden del Imperio Británico (OBE) en el 1997. Premiado por sus servicios a la Comisión Real de Monumentos Históricos de Inglaterra. Ascendido a Comandante de la Orden del Imperio Británico (CBE) en 2014, por sus servicios a la arqueología. En 1985, fue elegido miembro de la Academia Británica (FBA).